# ペルー軍
ペルー軍（ペルーぐん、スペイン語: Fuerzas Armadas de Perú）は、ペルーの軍事組織。
2007年時点で総員80,000人、予備役188,000人。
ペルー大統領の指揮の下、国防大臣を通じて文民統制を受ける。
国防省傘下の陸海空の三軍の他に、準軍事的組織として内務省傘下の国家警察がある。
かつて徴兵制を採用しており、成人男子は2年間服務するとされたが、現在は廃止され志願兵制となっている。

## 組織構成
国軍は大統領を最高司令官とし、国防省傘下の国軍合同司令部（Comando Conjunto de las Fuerzas Armadas）の下で調整運用される。

### 陸軍
陸軍は国内を4つの常設軍管区と1つの特設軍管区に区分し、旅団を基本戦略単位部隊とし、その他の部隊・機関から成る。フアン・ベラスコ・アルバラード政権時代にソビエト連邦製兵器が多数導入された。

### 海軍
海軍は6隻の潜水艦と9隻の大型水上戦闘艦を主力に44隻の艦艇を有し、国内を5つの海軍管区に区分しカヤオに主要基地を設け、内陸のアマゾン川など内水河川の防衛警備も担当している。この他にヘリコプターを主力とする海軍航空隊や約4,000人規模の海兵隊および沿岸警備隊がある。

### 空軍
空軍は4個の航空団とその他の部隊・機関から成る。陸軍と同様にベラスコ政権時代にはソビエト連邦製兵器が導入された。

## 国家警察
1988年まではグアルディア・シビル（es:Guardia Civil del Perú）が準軍事組織として存在していた。これは国家警察に改編され文民警察化したが、約20年に及ぶ対テロ訓練と活動の結果、軍事的性格を帯びるようになった。管轄官庁は内務省である。